# 羅伯特·史坦伯格
羅伯特·杰弗雷·史坦伯格（英語：Robert Jeffrey Sternberg，1949年12月8日—，又譯羅伯特·傑弗里·史登伯格）美國心理學家，現時發展心理學的權威。他個人及與其他人合作撰寫的心理學教科書不單是很多學校指定的教科書，他另外有關創造力及人性發展理論的書籍，亦成為了現時商界開發人力資源的必讀參考書。他現時是塔夫茨大學文理學院的院長，之前曾任美國耶魯大學心理及教育學系的IBM講座教授。

## 外部連結
- Robert J. Sternberg's Homepage (Yale University)
- Robert J. Sternberg - Dean of the School of Arts and Sciences - Tufts University (Tufts profile)
- His Triarchic Theory of Intelligence - uwsp.edu